# Iberolacerta aurelioi
Iberolacerta aurelioi là một loài thằn lằn trong họ Lacertidae. Loài này được Arribas miêu tả khoa học đầu tiên năm 1994.

## Hình ảnh

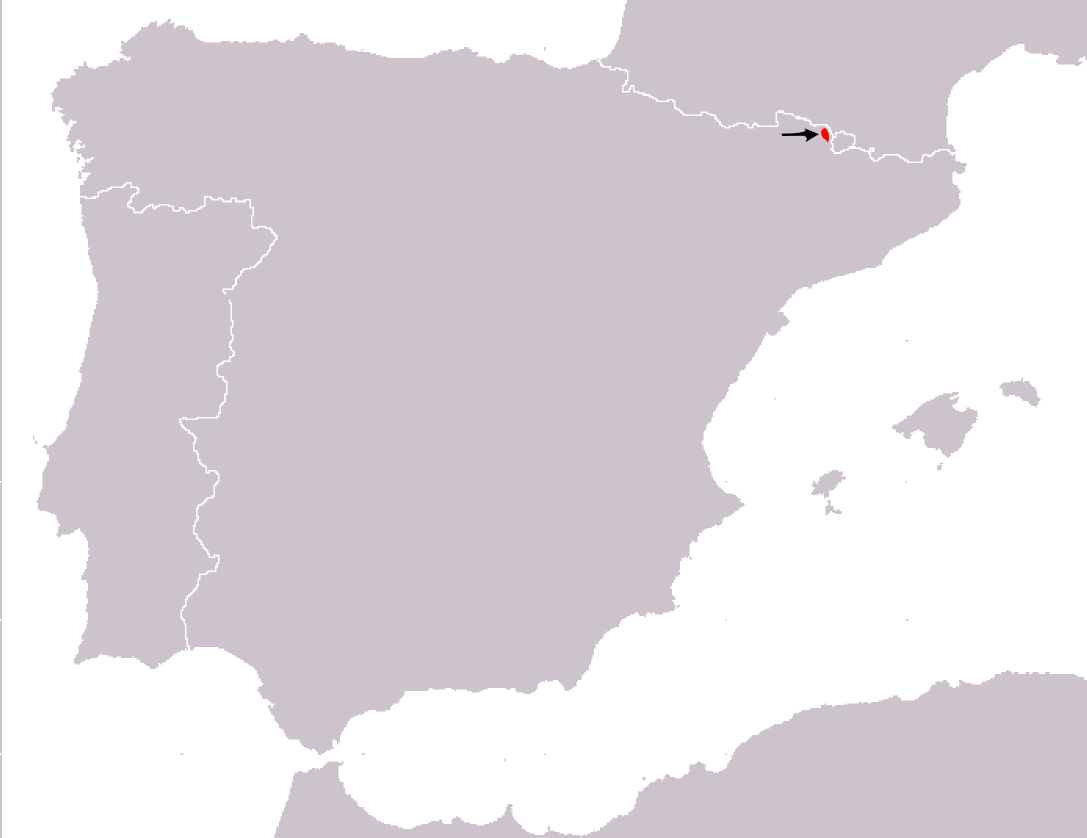